# Ministère de la Santé (république populaire de Chine)
Pour les articles homonymes, voir Ministère de la Santé.
Le ministère de la Santé de la république populaire de Chine (MOH; chinois simplifié : 卫生部 ; pinyin : Wèishēng Bù). La ministre actuelle est Li Bin, qui a succédé à Chen Zhu en 2013 lorsque les fonctions liées à la santé, d'une part, et au planning familial, d'autre part, ont été fusionnées au sein d'un super ministère, la Commission nationale de la santé et de la planification familiale, dès le premier mandat de Li Keqiang (2013-2018 puis 2018-2023).